# Hetton-le-Hole
Hetton-le-Hole är en stad i civil parish Hetton, i distriktet Sunderland, i grevskapet Tyne and Wear i England. Orten har 12 815 invånare (2001). Hetton le Hole var en civil parish 1866–1937 när blev den en del av Hetton. Civil parish hade 17 665 invånare år 1931.